# Skovloven
Skovloven  fra 8. december 2015 har som formålsparagraf at  bevare og værne landets skove og hertil forøge skovarealet. og fortsætter i Stk. 2. Loven har også til formål at fremme bæredygtig drift af landets skove. Bæredygtig drift betyder inddragelse af såvel økonomiske som økologiske og sociale værdier.  Det indbærer bl.a. at  bevare og øge skovenes biologiske mangfoldighed og  sikre, at hensynet til landskab, naturhistorie, kulturhistorie, miljøbeskyttelse og friluftsliv kan tilgodeses. Det står i §1 stk 3 punkt 3 og 4, som der i henhold til §2 skal lægges særlig vægt på i offentligt ejede skove. 
Loven angiver også retningslinjer om fredskovspligten, og om beskyttelse af naturtyper og levesteder for arter m.v.  bl.a. i  de internationale naturbeskyttelsesområder (Natura 2000).
§ 25 siger at  Miljø- og fødevareministeren kan registrere andre naturmæssigt særlig værdifulde skove. som ikke er omfattet af Natura 2000. En sådan registrering   af § 25-skov blev offentliggjort 6. juni  2018